# Comité de Trabajos Históricos y Científicos
El Comité de Obras Históricas y Científicas (en francés, Comité des travaux historiques et scientifiques o CTHS) es una institución de investigación francesa creada por François Guizot, Ministro de Instrucción Pública, el 18 de julio de 1834, con el objetivo de dirigir la investigación y la publicación de documentos inéditos. Sus objetivos se refieren en particular al apoyo a la investigación y al desarrollo de las actividades de las sociedades científicas.
Desde 2005, el CTHS está adscrito a la Ecola Nationale des Chartes.

## Historia
Desde su creación, este comité ha experimentado varios cambios en su denominación, en su organización y en las misiones que tiene asignadas.

### Comité de Historia de Francia
François Guizot, Ministro de Instrucción Pública, se preocupa por el «publicación general de todos los materiales importantes y aún inéditos sobre la historia de nuestra patria» (informe del 31 de diciembre de 1833). Así, patrocinó la Sociedad para la Historia de Francia (SHF), creada en enero de 1834. Esta empresa se propone la de «popularizar el estudio y el gusto de [la] historia nacional en forma de sana crítica y [mediante] el uso de documentos originales», destinado a su publicación y distribución a una amplia audiencia.
Mientras que la SHF era una empresa privada, el comité creado por François Guizot era una empresa pública, cuyo proyecto quedó plasmado en un informe presentado al rey, defendido luego por Guizot ante la Cámara de Diputados en diciembre de 1833. Un decreto ministerial creó un Comité para la Historia de Francia el 18 de julio de 1834. Este comité está compuesto por diez miembros (Villemain, Daunou, Naudet, Mignet, Fauriel, Vitet, Fallot, Guérard, Champollion-Figeac y Desnoyers), que también son miembros de la Société de l'histoire de France. En particular, fue responsable de la publicación de Documents inédits de l'histoire de France, cuyas primeras publicaciones fueron Les Négociations relativas a la sucesión de España de Mignet en 1835, una colección de Guizot sobre las revoluciones inglesas, una Historia de los duques de Borgoña de Barante y Documentos relativos a la Historia del Tercer Estado de Augustin Thierry.
El 10 de enero de 1835 se estableció un segundo comité dedicado a las ciencias, las artes, las letras y los monumentos. Se escinde separando la historia de la ciencia y de las letras de la historia del arte y de los monumentos. Luego, en 1837, los comités fueron adscritos al Instituto por Salvandy. En 1840, Victor Cousin combinó cuatro de los comités en uno, manteniendo también el comité de artes y monumentos.
Hippolyte Royer-Collard crea una oficina de obras históricas dentro de la división de ciencias y letras del ministerio para gestionar los comités.

### Cortesía de obras históricas y científicas
Jules Ferry le dio al comité su nombre actual el 5 de marzo de 1881.  Dividido en dos secciones, la primera de historia, arqueología y filología, la segunda de ciencias, el Comité contaba entonces con 90 miembros y 200 corresponsales. En cada una de las secciones se crea una comisión de publicación.
En 1883, se dividió en cinco secciones: historia y filología; arqueología; ciencias económicas y sociales; matemáticas, física, química y meteorología; ciencias naturales y ciencias geográficas. 
En 1956, nuevos estatutos y una nueva distribución de secciones, permitieron una reorganización en arqueología, geografía, historia moderna y contemporánea, filología e historia (hasta 1715), ciencias y economía y ciencias sociales. Se añaden nuevos estatutos y nuevas secciones a las secciones existentes en 1983: una sección de historia de la ciencia y la tecnología, una comisión de protohistoria y prehistoria y una comisión de antropología y etnología francesas.

## Misiones y organización
Las secciones se reúnen de cuatro a seis veces al año. Los miembros de pleno derecho franceses y extranjeros participan de derecho en las reuniones de las secciones con derecho a voto. Los miembros eméritos, miembros correspondientes y personalidades externas pueden ser invitados a asistir a las reuniones en calidad de asesores.
Los estatutos definidos según el decreto del 12 de junio de 2007 del Ministerio de Educación Superior e Investigación crean un instituto adscrito a la École Nationale des Chartes. Este instituto es una continuación del comité para el trabajo histórico y científico creado en 1834.

### Misiones
Según el artículo 2 de su estatuto, la CTHS es responsable:
- contribuir a la investigación y las publicaciones relacionadas con las ciencias humanas y sociales, las ciencias naturales y de la vida y, más en particular, con respecto a Francia y sus regiones;
- contribuir a la difusión y valorización del conocimiento histórico y científico en el territorio nacional, en Europa y en el mundo francófono;
- asegurar, en términos de publicaciones, la edición de textos, directorios, orientaciones de investigación, bases de datos e instrumentos de trabajo;
- organizar el Congreso Nacional Anual de Sociedades Históricas y Científicas;
- promover el desarrollo de las actividades de las sociedades científicas y sus federaciones y coordinar sus investigaciones regionales y locales de carácter histórico y científico;
- desarrollar intercambios entre la investigación pública y la investigación asociativa, entre docentes, investigadores y estudiantes.

### Organización
El comité está organizado en nueve secciones:
- Prehistoria y protohistoria;
- Historia y arqueología de las civilizaciones antiguas;
- Historia y filología de las civilizaciones medievales;
- Arqueología e historia del arte de las civilizaciones medievales y modernas;
- Historia del mundo moderno, la Revolución francesa y las revoluciones;
- Historia contemporánea y presente;
- Antropología social, etnología y lenguas regionales;
- Ciencias, historia de la ciencia y la tecnología y arqueología industrial;
- Ciencias geográficas y ambientales.

## Actividades científicas

### Edición
Desde 1834, el CTHS publica trabajos de investigación y divulgación científica, guías metodológicas y fuentes.
Boletín Arqueológico de la Comisión de Trabajos Históricos y Científicos desde 1883 hasta 1946 en Gallica.

### Congreso
Casi todos los años desde 1861 (Congreso de París), el Congreso de Sociedades Históricas y Científicas se reúne en una ciudad universitaria de habla francesa. Interdisciplinar, su misión es promover los intercambios entre la investigación asociativa, los estudios de doctorado y la investigación universitaria. Reúne a más de 700 participantes y escucha más de 400 comunicaciones. Las actas son publicadas por las ediciones de la CTHS.

### Sociedades eruditas
El Comité facilita los intercambios entre sociedades científicas a través de un directorio de sociedades científicas en Francia y la organización de días de estudio que tienen como objetivo proporcionar respuestas a sus preocupaciones científicas y administrativas.
Administra un sitio y ha creado un foro digital para sociedades científicas para promover el intercambio de experiencias.  También creó una fundación auspiciada por la Academia de Ciencias Morales y Políticas, con el fin de distribuir premios económicos que apoyen proyectos realizados por sociedades científicas, en conexión con la Ecole de Chartes y la Academia de Ciencias Morales y Políticas en diciembre de 2017. Esta fundación pretende funcionar gracias al patrocinio.
Finalmente, el Comité desea asociar a académicos locales en proyectos científicos liderados por diferentes instituciones (CNRS, universidades, colegios, etc.) gracias a la ciencia colaborativa.

## Organización del comité

### Presidentes
- Charles Samaran
- Jean-René Gaborit
- Michel Sot
- Claude Mordant
- Dominique Poulot (2014-2016)
- Maurice Hamon (2016-2019)
- Bruno Laurioux (2019-2022)
- Philippe Bourdin (2022-présent)

### Delegados Generales
- Martine François (2005-2009);
- Catherine Gros (2009-2013);[12]
- Michèle Absalon (2013-2017);
- Christophe Marion (2017-2022);[13]
- depuis 2023 : Nicolas Buat.